# Goldswil

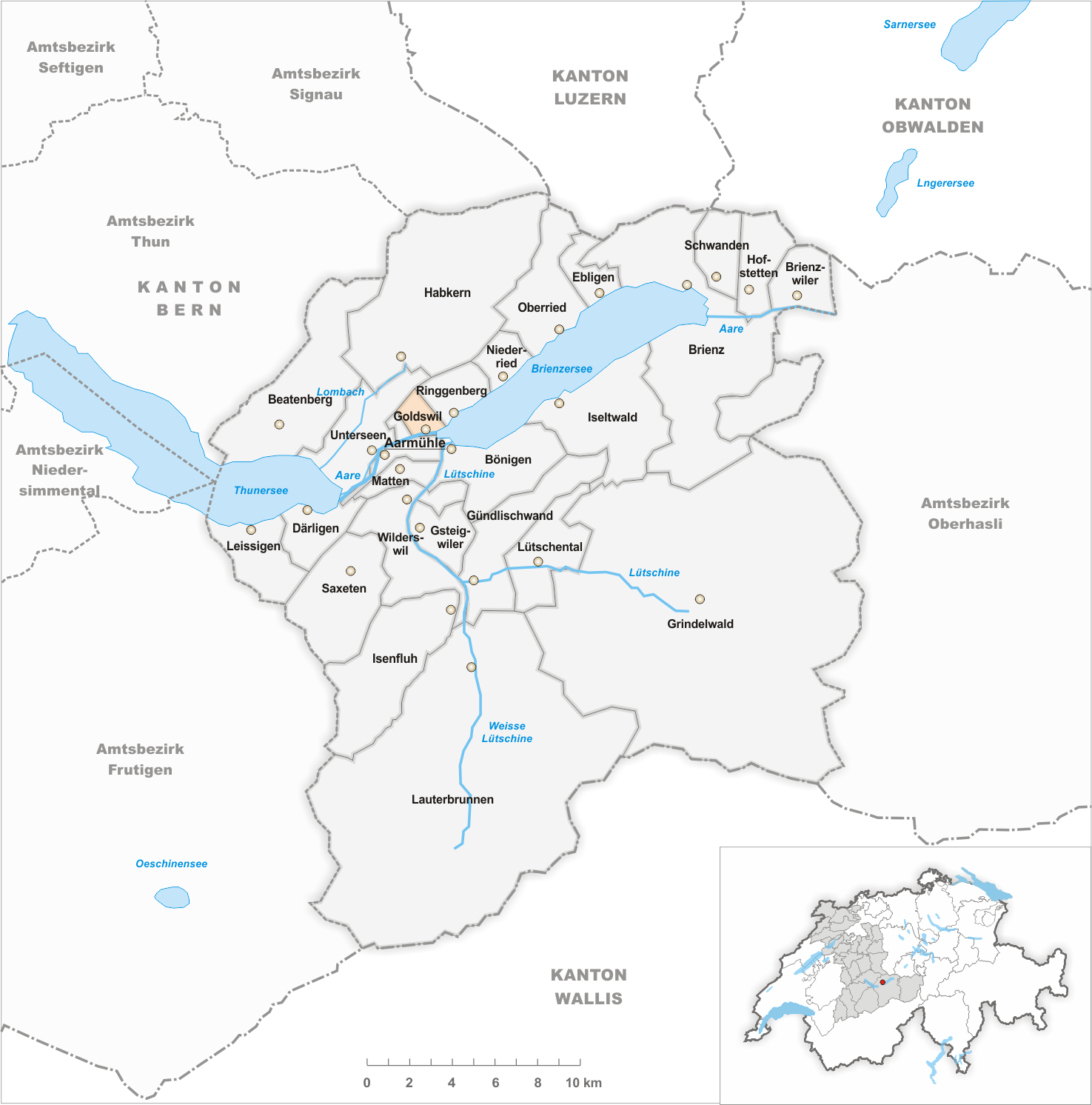
Gemeindestand vor der Fusion am 1. Januar 1853

Goldswil ist eine Ortschaft in der politischen Gemeinde Ringgenberg im Verwaltungskreis Interlaken-Oberhasli des Kantons Bern in der Schweiz. Bis 1852 war Goldswil eine eigene politische Gemeinde. 1853 fusionierte sie mit der Gemeinde Ringgenberg.